# John A. Treutlen
John Adam Treutlen (né le 16 janvier 1734 - mort le 1er mars 1782) est arrivé dans l'Amérique coloniale comme un engagé sous contrat  pour devenir un riche marchand et propriétaire terrien. Il était un leader dans la Géorgie de la guerre d'indépendance et a contribué à écrire la première constitution de la Géorgie. En 1777, il a été élu premier gouverneur (post-britannique) de la Géorgie. Il était l'un des rares  gouverneurs de la Géorgie morts par la violence, et une grande partie de sa vie a été entouré de mystères et de controverses. Mais durant les dernières années, de nouveaux détails ont vu le jour.